# Stejaru (gmina Farcașa)
Stejaru – wieś w Rumunii, w okręgu Neamț, w gminie Farcașa. W 2011 roku liczyła 715 mieszkańców.